# Joe Locke (színművész)
Joseph William Locke (Douglas, 2003. szeptember 24. –) manx színész.
A Netflixen 2022-ben megjelent Fülig beléd zúgtam főszerepével vált híressé, amelyért Emmy-díjra is jelölték.

## Fiatalkora és tanulmánya
Joseph William Locke néven született 2003. szeptember 24-én. Douglasban, a Man-sziget fővárosában nőtt fel. A Ballakermeen High Schoolba járt. 2022 áprilisában az ITV This Morning című műsorában elmondta, hogy érettségi vizsgára készül politikából, történelemből és angolból.
Középiskolás korában Locke és három diáktársa petíciót nyújtott be a kormány tisztviselőihez, hogy vizsgálják meg a szír menekültek Man-szigeten való fogadásának megvalósíthatóságát.

## Pályafutása
Részt vett a 2020-as National Theatre Connectionsben, valamint a Gaiety Theatre és a Kensington Art Centre ifjúsági csoportjának produkcióiban.
2021 áprilisában bejelentették, hogy Locke a Netflix 2022-es Fülig beléd zúgtam című televíziós sorozatának főszereplőjeként Charlie Springet fogja alakítani. A sorozat Alice Oseman azonos című webképregényének és képregényének adaptációja. Tízezer jelölt közül választották ki, akik egy nyílt castingfelhívás során jelentkeztek a szerepre. Míg Locke 17 éves volt a forgatás idején, egy 14-15 éves diákot alakított egy angol fiúgimnáziumban.
2022 novemberében bejelentették, hogy Locke szerepet kapott a Marvel Studios WandaVízió című televíziós sorozatának spin-offjában, mely Mindvégig Agatha címmel a Disney+-on jelent meg 2024-ben.

## Magánélete
Locke beszélt tapasztalatairól, mint Man-szigeti meleg fiatalember, és ezek párhuzamáról Charlie történetével a Fülig beléd zúgtam sorozatban. 2022 augusztusában a Man-sziget egészségügyi minisztere, Lawrie Hooper bejelentette, hogy a kormány megváltoztatja a meleg férfiak véradásra vonatkozó általános tilalmát. Locke korábban a sziget évente megrendezett Pride rendezvényén lejátszott videóüzenetében felszólította az „archaikus” szabály megváltoztatására.

## Filmográfia

### Televízió
| Év    | Magyar cím         | Eredeti cím                                         | Szerep         | Megjegyzések                                |
| ----- | ------------------ | --------------------------------------------------- | -------------- | ------------------------------------------- |
| 2022– | Fülig beléd zúgtam | Heartstopper                                        | Charlie Spring | főszereplő magyar hangja Berecz Kristóf Uwe |
| 2024  |                    | The Great Celebrity Bake Off for Stand Up To Cancer | önmaga         |                                             |
| 2024  | Mindvégig Agatha   | Agatha All Along                                    | Kölyök         | főszereplő magyar hangja Berecz Kristóf Uwe |

### Színház
| Év   | Cím                                         | Szerep | Helyszín                             |
| ---- | ------------------------------------------- | ------ | ------------------------------------ |
| 2022 | The Trials                                  | Noah   | Donmar Warehouse (nonprofit színház) |
| 2024 | Sweeney Todd : A Fleet Street démonborbélya | Tobias | Broadway                             |

## Fordítás
- Ez a szócikk részben vagy egészben  a   Joe Locke (actor) című angol Wikipédia-szócikk ezen változatának fordításán alapul.  Az eredeti cikk szerkesztőit annak laptörténete sorolja fel. Ez a jelzés csupán a megfogalmazás eredetét és a szerzői jogokat jelzi, nem szolgál a cikkben szereplő információk forrásmegjelöléseként.